# 16277 Mallada
16277 Mallada este un asteroid din centura principală de asteroizi.

## Descriere
16277 Mallada este un asteroid din centura principală de asteroizi. A fost descoperit pe 4 mai 2000 la Kitt Peak National Observatory, în cadrul proiectului Spacewatch. Asteroidul prezintă o orbită caracterizată de o semiaxă mare de 2,76 ua, o excentricitate de 0,08 și o înclinație de 8,5° în raport cu ecliptica.